# Condé-Sainte-Libiaire
Condé-Sainte-Libiaire és un municipi francès, situat al departament del Sena i Marne i a la regió d'Illa de França. L'any 2007 tenia 1.410 habitants.
Forma part del cantó de Serris, del districte de Meaux i de la Comunitat de comunes Pays Créçois.

## Demografia

### Població
El 2007 la població de fet de Condé-Sainte-Libiaire era de 1.410 persones. Hi havia 506 famílies, de les quals 88 eren unipersonals (24 homes vivint sols i 64 dones vivint soles), 167 parelles sense fills, 219 parelles amb fills i 32 famílies monoparentals amb fills.
La població ha evolucionat segons el següent gràfic:
Habitants censats

### Habitatges
El 2007 hi havia 586 habitatges, 516 eren l'habitatge principal de la família, 44 eren segones residències i 26 estaven desocupats. 565 eren cases i 20 eren apartaments. Dels 516 habitatges principals, 488 estaven ocupats pels seus propietaris, 20 estaven llogats i ocupats pels llogaters i 8 estaven cedits a títol gratuït; 1 tenia una cambra, 16 en tenien dues, 85 en tenien tres, 112 en tenien quatre i 301 en tenien cinc o més. 402 habitatges disposaven pel capbaix d'una plaça de pàrquing. A 187 habitatges hi havia un automòbil i a 303 n'hi havia dos o més.

### Piràmide de població
La piràmide de població per edats i sexe el 2009 era:
| Homes | Edats   | Dones |
| ----- | ------- | ----- |
| 0     | 95 o +  | 0     |
| 0     | 90 a 94 | 4     |
| 4     | 85 a 89 | 4     |
| 4     | 80 a 84 | 4     |
| 16    | 75 a 79 | 24    |
| 16    | 70 a 74 | 16    |
| 24    | 65 a 69 | 28    |
| 40    | 60 a 64 | 24    |
| 52    | 55 a 59 | 52    |
| 56    | 50 a 54 | 48    |
| 48    | 45 a 49 | 68    |
| 44    | 40 a 44 | 80    |
| 68    | 35 a 39 | 60    |
| 36    | 30 a 34 | 32    |
| 48    | 25 a 29 | 48    |
| 48    | 20 a 24 | 28    |
| 52    | 15 a 19 | 44    |
| 56    | 10 a 14 | 48    |
| 28    | 5 a 9   | 52    |
| 32    | 0 a 4   | 40    |

## Economia
El 2007 la població en edat de treballar era de 1.003 persones, 725 eren actives i 278 eren inactives. De les 725 persones actives 684 estaven ocupades (360 homes i 324 dones) i 41 estaven aturades (24 homes i 17 dones). De les 278 persones inactives 94 estaven jubilades, 108 estaven estudiant i 76 estaven classificades com a «altres inactius».

### Ingressos
El 2009 a Condé-Sainte-Libiaire hi havia 523 unitats fiscals que integraven 1.415 persones, la mediana anual d'ingressos fiscals per persona era de 24.991 €.

### Activitats econòmiques
Dels 55 establiments que hi havia el 2007, 1 era d'una empresa extractiva, 1 d'una empresa alimentària, 4 d'empreses de fabricació d'altres productes industrials, 10 d'empreses de construcció, 4 d'empreses de comerç i reparació d'automòbils, 1 d'una empresa de transport, 4 d'empreses d'hostatgeria i restauració, 1 d'una empresa d'informació i comunicació, 3 d'empreses financeres, 5 d'empreses immobiliàries, 14 d'empreses de serveis, 5 d'entitats de l'administració pública i 2 d'empreses classificades com a «altres activitats de serveis».
Dels 13 establiments de servei als particulars que hi havia el 2009, 1 era un taller de reparació d'automòbils i de material agrícola, 1 paleta, 3 guixaires pintors, 1 fusteria, 4 lampisteries, 1 empresa de construcció, 1 restaurant i 1 tintoreria.
Dels 2 establiments comercials que hi havia el 2009, 1 era una botiga de més de 120 m² i 1 una botiga de menys de 120 m².

## Equipaments sanitaris i escolars
El 2009 hi havia 1 escola maternal i 1 escola elemental.

## Poblacions més properes
El següent diagrama mostra les poblacions més properes.